# Niuva
Niuva est un quartier de Kuopio en Finlande.

## Description
Le quartier de Niuva abrite l'hôpital de Niuvanniemi. 
En termes d'utilisation des terres, Niuva est principalement une zone arable autour de l'hôpital. 
Le rares services du quartier sont situés dans la zone hospitalière. 
Sur la rive du Kallavesi, la plage de Puijonlaakso est juste au sud du quartier de  Niuva.